# Meri Kuri
Meri Kuri (メリクリ Merry Chri, kort for Merry Christmas) er BoA's 14. japanske solosingle og samtidig 3. koreanske solosingle. Sangen blev på samme tid i 2004 udgivet i en japansk og en koreansk version. Promoveringsvideoen blev offentliggjort på BoAs 18 års fødselsdag og blev optaget dels ved Chapel on the Water ved Sapporo, dels ved Ochiai Station i Hokkaidō.
Sangens tekst er skrevet af Kan Tinhua og dens melodi er skrevet af Kazuhiro Hara, som også stod for arrangementet.
Sangen blev et stort hit og nåede en 5. plads på Oricon Weekly Singles Chart med 136.725 solgte eksemplarer i Sydkorea og en 31. plads på Hot 100 Billboard Japan.
BoA optrådte ofte med sangen. Legendarisk er hendes optræden, hvor publikum - efter at hun havde afsluttet fremførelsen - selv tager sangen op igen og synger med.
Sangen er også blevet fremført i en coverversion af den amerikanske rockgruppe Weezer på grundlag af den japanske version på en Deluxe-udgave af gruppens 2008 album med samme titel som gruppen.

## Track liste

### Japansk version
1. Meri Kuri (メリクリ)
2. Mega Step
3. The Christmas Song
4. Meri Kuri (メリクリ) (Instrumental)
5. Mega Step (Instrumental)

### Koreansk version
1. Merry-Chri (메리-크리)
2. Mega Step
3. The Christmas Song
4. Merry-Chri (메리-크리) (Instrumental)
5. Mega Step (Instrumental)

## Note
1. ↑  BoA Crying When Fans Sang Meri Kuri 05.02.16 - YouTube